# Song to Say Goodbye
Song to Say Goodbye este single-ul cu numărul douăzeci și trei al trupei de rock alternativ Placebo, lansat pe 4 aprilie 2006, și cel de-al doilea single de pe cel de-al cincilea album, Meds. A fost lansat în întreaga Europă, cu excepția Marii Britanii; acolo, pentru promovarea albumului, fusese ales „Because I Want You”. Din acest motiv, adesea, „Song to Say Goodbye” e considerat a fi primul single de pe album.
Pe coperta single-ului apare imaginea solistului Brian Molko.

## Lista melodiilor

### 7"
- A - „Song to Say Goodbye” (Radio edit)
- B - „Because I Want You” (Ladytron remix)

### Slimline Wallet CD
1. „Song to Say Goodbye” (Radio edit)
2. „Because I Want You” (Russell Lissack Bloc Party remix)

### Maxi CD
1. „Song to Say Goodbye” (album version)
2. „36 Degrees” (Live from Wembley)
3. „Because I Want You” (Russell Lissack Bloc Party remix)
4. „Because I Want You” (Ladytron Club mix)

## Despre lirică
Piesa are, în comparație cu celelalte piese de pe album, caracterul unei exorcizări. Molko se adresează, la prima vedere, unui prieten cu care nu mai vrea să aibă de a face, pe care a încercat să îl salveze de la decădere și nu a reușit: „Before our innocence was lost / You were always one of those / Blessed with lucky sevens / And a voice that made me cry / It's a song to say goodbye” („Înainte să ne pierdem inocența / Tu erai mereu dintre aceia / Cărora șansa le surâdea / Și cu vocea ce mă făcea să plâng / E un cântec de adio”).
„E o poveste. Scriu povești scurte, acum, bazate pe ceva real. Cred că povestea (în 'Song to Say Goodbye') este a unui muzician vorbind către alt muzician, și despre toate senzațiile care apar când vezi pe cineva irosindu-și viața (...) L-am scris pentru mine - m-am pus în pielea ambelor personaje din acest cântec.”, menționează solistul.

## Despre videoclip
Regizat de Philippe André, videoclipul înfățișează povestea unui băiețel și a unui bărbat ale căror roluri sunt, în mod curios, inversate. Începutul ni-l arată pe copil la volanul unei mașini, în timp ce bărbatul se află așezat pe bancheta din spate, privind în gol. Prin flash-back-uri, ne este dezvăluită povestea lor - din motive necunoscute (cel mai probabil dependență de droguri, după cum sugerează de altfel și versurile cântecului), bărbatul refuză să comunice cu cei din jur și este adâncit continuu într-o apatie stranie. Singurul care îi este aproape și încearcă să îl sprijine este copilul său, care preia o mare parte din responsabilitățile omului adult. În cele din urmă însă, povara se dovedește a fi mult prea mare pentru el - și copilul îl duce pe bărbat într-o instituție specializată. Sfârșitul videoclipului ni-l prezintă pe copil pe bancheta din spate, reintrat în sfârșit în rolul său natural.
Trupa nu apare în videoclip, cu excepția unei scene de câteva secunde în care cei doi protagoniști se află într-un bar; la televizorul barului, privitorul atent îl poate vedea pe Brian Molko.